# Jaguaraçu
Jaguaraçu is een gemeente in de Braziliaanse deelstaat Minas Gerais. De gemeente telt 2.857 inwoners (schatting 2009).

## Aangrenzende gemeenten
De gemeente grenst aan Antônio Dias, Marliéria, São Domingos do Prata en Timóteo.

## Galerij

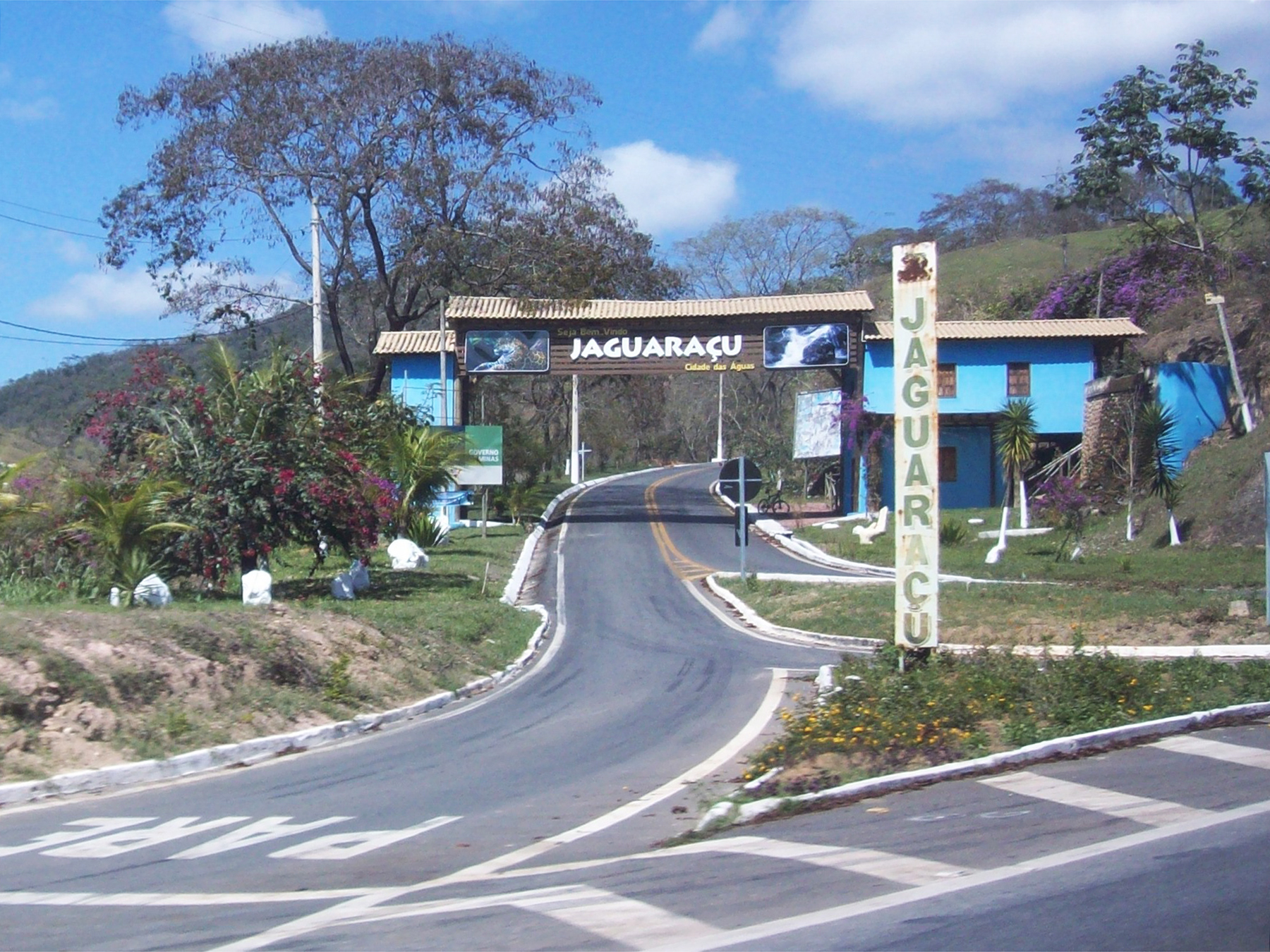
Entree van Jaguaraçu
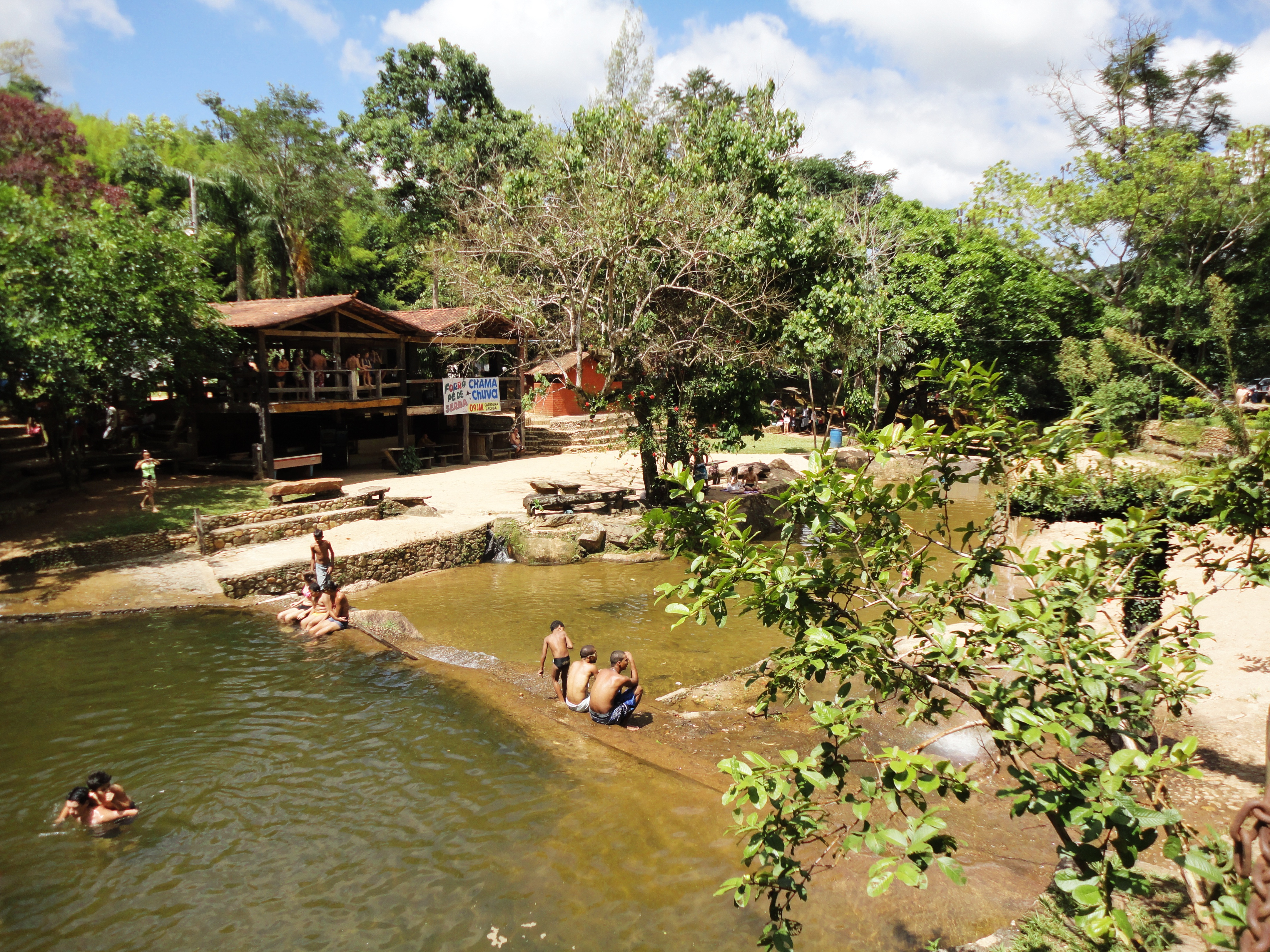
Watervallen van Cachoeiras da Jacuba in de gemeente Jaguaraçu